# Locale di pubblico spettacolo
Il locale di pubblico spettacolo è una specifica tipologia di pubblico esercizio caratterizzata prevalentemente dall'attività di spettacolo (attività concertistica, teatrale, culturale etc) e, per questo, sottoposto a dispositivi legislativi specifici in materia. Rientrano nella categoria di Locale di Pubblico spettacolo:
- cinematografi
- teatri
- discoteche e sale da ballo
- night club
- manifestazioni temporanee di trattenimenti danzanti
- mostre
- concerti
- più in generale tutte quelle manifestazioni che prevedano la "stanzialità" del pubblico.

## Normativa vigente
Le normative alle quali un locale di pubblico spettacolo deve sottostare sono molteplici; valga per tutte l'esempio del "D.M. 22-2-1996 n. 261
Regolamento recante norme sui servizi di vigilanza antincendio da parte dei Vigili del fuoco sui luoghi di Pubblico Spettacolo" nella quale sono introdotte tutta una serie di obblighi di certificazioni e collaudi atti al rilascio di due certificati fondamentali, distinti e non interscambiabili, per poter operare l'attività di spettacolo:
- Licenza di agibilità rilasciata dalla Commissione Comunale di Vigilanza o dalla Commissione Comunale Provinciale ( a seconda se l'attività risiede nella Provincia o in un Capoluogo di provincia)
- Certificato di Prevenzione Incendi rilasciato dal Ministero dell'Interno presso il Comando provinciale dei Vigili del Fuoco

Il rilascio dell'agibilità è quindi solo una parte della documentazione necessaria che deve essere obbligatoriamente integrata anche con il C.P.I. (Certificato Prevenzione Incendi).
A quest'ultimo si perviene dopo aver richiesto al Comando dei Vigili del fuoco un parere preventivo che dovrà essere sottoposto alla *Commissione Provinciale o Comunale di Vigilanza che provvederà, oltre a verificare i presupposti di antincendio, anche a valutare tutte le altre caratteristiche di sicurezza che il locale deve superare quali :
- Statica: eventuali carichi sospesi (Americane, Luci, Speakers o lampadari appesi) resistenza alle spinte dei parapetti, rispetto delle altezze dei gradini, ecc.
- Elettrica: certificazione di conformità degli impianti elettrici
- Sanitaria: autorizzazioni sanitarie quali collaudo e certificazioni di impianti di aria condizionata, rispetto delle norme igienico sanitarie per bar, cucine, bagni ecc.
- Impatto acustico: atto a dimostrare che siano rispettati i valori del "DPCM 16.4.99 n° 215 (G.U. 2 luglio 1999, n. 153) Regolamento recante norme per la determinazione dei requisiti acustici delle sorgenti sonore nei luoghi di intrattenimento danzante e di pubblico spettacolo e nei pubblici esercizi"

Nella Commissione Comunale di Vigilanza ( C.C.V.) sono rappresentati solitamente tutti i responsabili dei settori coinvolti nel rilascio della Licenza nelle vesti di Tecnici abilitati sia dal Comune di appartenenza che dal Comando provinciale dei VV.FF.
sono membri facoltativi anche i rappresentanti delle categorie coinvolte (Cinematografi/teatri con AGIS e Locali per Trattenimenti danzanti con S.I.L.B.)
Il compito di questi ultimi membri è puramente di controllo degli interessi dell'associazione di cui fanno parte e non hanno compito di esprimere pareri o meno in merito alle pratiche sottoposte all'attenzione.
Ovviamente la rappresentanza di categoria è soprattutto impegnata a svolgere un compito di tutela nei confronti degli associati e sovente è causa di scontri sulle diverse interpretazioni della norma sottostante.
la C.C.V- si riunisce di norma una volta alla settimana per valutare le richieste dei pareri di Conformità e per il rilascio dell'autorizzazione allo svolgimento dell'attività Spettacolistica denunciata.
È composta da un Presidente (solitamente l'Assessore al Commercio o un alto Dirigente del Comune) e da un VicePresidente che ne svolge le funzioni in sua vece.
Quando la Commissione esprime dei pareri lo fa in "Convocazione Plenaria" ovverosia con tutti i membri presenti (compresi quelli delle Associazioni di categoria), ma può anche delegare alcune trattazioni di pratiche a delle Commissioni ristrette ( soprattutto se conseguenti ad una richiesta di integrazione da parte della CCV in Convocazione Plenaria, di alcuni aspetti tecnici riguardanti solo alcuni aspetti della certificazione necessaria.
La CCV oltre a verificare il supporto cartaceo dispone anche tutta una serie di sopralluoghi delle attività che hanno presentato domanda di Licenza di agibilità.
La licenza per attività definitive (Cinema, Teatri, Discoteche)infatti viene rilasciata solo dopo il sopralluogo tecnico volto a verificare l'esattezza delle progettazioni sottoposte alla CCV
Per le manifestazioni temporanee questo sopralluogo può essere disposto anche in fase di attività.
Solitamente l'Ufficio Licenze di un Comune richiede alla CCV la verifica dell'idoneità tecnica di un'attività al fine di rilasciare la necessaria Licenza di esercizio Commerciale e lo stesso Comune è obbligato a presentare presso la CCV qualsiasi attività spettacolistica o di intrattenimento organizzata dal Comune stesso:
Feste di piazza, manifestazioni carnevalesche, mostre etc etc.
Il parere della CCV è vincolante all'inizio o alla prosecuzione dell'attività.
Qualora il parere della CCV sia contrario si può giungere alla sospensione dell'attività che viene comunicata tramite notazione dall'Autorità Competente ( di norma la Polizia Annonaria).
Nel caso l'esercente disattenda la revoca di agibilità e (incautamente) continui o inizi l'attività, il locale può essere (e di solito è) immediatamente sottoposto a sequestro e viene denunciato il Legale Rappresentante della Società che gestisce l'attività alla Procura della Repubblica dove rischia anche di essere incriminato per " Tentata Strage".
I locali di Pubblico spettacolo sono inoltre sottoposti anche all'applicazione del " famigerato" art 100 del T.U.L.P.S che prevede che "Oltre i casi indicati dalla legge, il Questore può sospendere la licenza di un esercizio nel quale siano avvenuti tumulti o gravi disordini, o che sia abituale ritrovo di persone pregiudicate o pericolose o che, comunque, costituisca un pericolo per l'ordine pubblico, per la moralità pubblica e il buon costume o per la sicurezza dei cittadini. Qualora si ripetano i fatti che hanno determinata la sospensione, la licenza può essere revocata."

## Abusivismo
Visto la natura così restrittiva della normativa vigente in capo al rilascio delle autorizzazioni necessarie allo svolgimento dell'attività spettacolistica in Italia (in assoluto più restrittiva in tutta Europa) alcuni contravvengono alle norme contando sulla difficoltà da parte delle Autorità di contrastarne il dilagare.
Luoghi tipicamente teatro di attività abusive sono tutti quei locali che pur non possedendo le licenze di agibilità permettono il trattenimento danzante. Per quanto strano, infatti, nel campo del Pubblico esercizio con Somministrazione non è l'aspetto spettacolistico a definire o meno un locale di Pubblico Spettacolo, ma la componente del ballo associata alla musica.
È infatti possibile per un bar (e si è assolutamente a norma) richiedere al Comune un Permesso Per Concertino per poter allestire una performance di musica dal vivo o avvalersi della presenza di un disc jockey: l'importante è che il pubblico non balli.
Questa situazione ha fatto sì che negli ultimi anni si diffondesse sempre più l'abusivismo in quanto è praticamente impossibile per la Polizia Annonaria cogliere sul fatto la violazione della norma. Questo proliferare di locali abusivi che la gente comune percepisce come Discoteche ha generato tutta una serie di fraintendimenti e luoghi comuni, e il pubblico è assolutamente ignaro di entrare, a volte, in autentiche trappole per topi : luoghi che sono assolutamente sprovvisti delle più basilari norme sulla sicurezza come uscite di emergenza, estintori e quant'altro.

## Come accorgersene
Il gestore di un locale di Pubblico Spettacolo è obbligato, come tutti i gestori di Pubblici esercizi, a esporre presso il pubblico tutte le licenze necessarie all'esercizio di attività. 
È importante pertanto che l'utente si sinceri se tra le licenze ne spicca una con la dizione :"Licenza di Agibilità".
In caso contrario quello nel quale sta entrando non è un locale di Pubblico Spettacolo e l'attività che vi si svolge non è autorizzata dall'Autorità Competente".